# عرفان قهوجي
عرفان جان قهوجي (من مواليد 15 يوليو 1995) هو لاعب كرة قدم تركي محترف يلعب كلاعب خط وسط لإسطنبول باشاك شهير.

## مسيرته

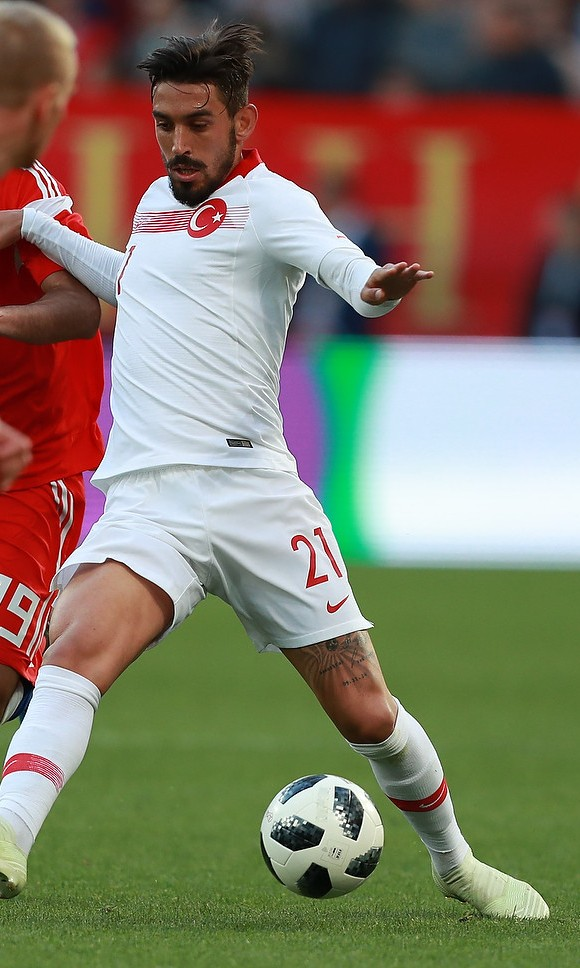
عرفان قهوجي(2018)

### غنتشلربيرليغي
بعد اللعب في فريق الشباب لفريق غنتشلربيرليغي، ظهر ظهر عرفان لأول مرة مع الفريق الأول خلال موسم 2014-15. في 9 نوفمبر 2014، سجل هدفه الأول في الدوري في الدقيقة 63 ضد قاسم باشا. أنهى الموسم بـ 6 أهداف في 30 مباراة في مسابقات الدوري والكأس.
في موسمه الثاني مع غنتشلربيرليغي سجل 3 أهداف في 33 مباراة في جميع المسابقات.

### إسطنبول باشاك شهير
في 26 ديسمبر 2016، وقع عرفان عقدًا مدته 4.5 سنوات مع نادي إسطنبول باشاكشهر. في 2 ديسمبر 2020، سجل ثلاثية ضد آر بي لايبزيغ في دوري أبطال أوروبا. لكن فريقه خسر المباراة 3-4. هذه الثلاثية جعلته ثالث لاعب يسجل ثلاثية في مباراة خسرها فريقه في دوري أبطال أوروبا، بعد رونالدو وجاريث بيل.

## مسيرته الدولية
تم استدعاؤه من قبل المدرب فاتح تيريم لمباراة تركيا الودية ضد روسيا في 31 أغسطس 2016 وما تلاها من تصفيات كأس العالم 2018 ضد كرواتيا. ظهر لأول مرة في المنتخب الوطني في 23 مارس 2018 بفوز 1-0 ضد أيرلندا. في مباراته الثانية في يونيو 2019، ضد أوزبكستان، سجل هدفه الدولي الأول، لكنه أضاع ركلة جزاء في الدقيقة 90 عندما فازت تركيا بالمباراة بهدفين مقابل لا شيء بفضل ثنائية زكي جيليك.

## الإنجازات
إسطنبول باشاك شهير
- الدوري التركي الممتاز: 2019-20 [6]